# Distretto di Moungoundou-nord
Moungoundou-nord è un distretto della Repubblica del Congo, che fa parte del dipartimento di Niari. È composto dal centro abitato di Moungoundou e dall'area rurale a nord dello stesso.